# 英國國家學術院
英國國家學術院（英語：British Academy），又稱不列颠学院，英國的國家學術機構，建立於1902年，以研究人文学科與社會科學為主。它的目的是支持人文学科與社會科學的研究，以增進英國在國際上的領先地位。

## 院士資格
獲選為英國國家學術院院士（Fellow of the British Academy，縮寫為 FBA），代表該名學者在學術領域中擁有崇高的地位。他們可以在自己名字後，冠上院士（FBA）的稱呼。
人文學科組：
- 古典文學
- 神學與宗教研究
- 非洲與東方研究
- 語言學
- 近代語言與文學
- 現代語言，文學與傳播媒體
- 考古學
- 中世紀研究
- 近代史
- 現代史
- 藝術與音樂史
- 哲學

社會科學組：
- 法律
- 經濟學與經濟史
- 人類學與地理學
- 社會學，人口學與社會統計
- 政治研究：政治學理論，政府與國際關係
- 心理學

## 外部連結
- 英國國家學術院官網 （页面存档备份，存于）